# 1624

## Esdeveniments
- Arribada dels primers colons al que seria Nova Amsterdam
- Guerra entre Anglaterra i Espanya
- Inici del setge de Breda (Països Baixos)
- Gran incendi a Oslo
- Comença el servei de correu a Dinamarca
- Cornelius Drebbel investiga sobre el gas

## Naixements
Món
- 2 d'agost - Maastricht, Països Baixos: François de Rougemont, jesuïta austríac, missioner a la Xina (m. 1676)[1]
- Mòdena: Mario Agatea, compositor i soprano

## Necrològiques
Països Catalans
- 6 d'agost, Barcelona: Isabel de Rocabertí, teòloga i escriptora catalana (n. 1549).[2]

Món
- 30 d'agost, Edimburg: Esther Inglis, miniaturista i cal·lígrafa francoescocesa (n. 1570).[3]
- Roma, Estats Pontificis: Marc Antoni de Dominis, eclesiàstic, herètic i un dels primers científics a explicar el fenomen de l'arc de sant Martí